# Фьюмичелло (Италия)
Фьюмичелло (итал. Fiumicello, фриульск. Flumisel, словен. Rečica) — бывшая коммуна в Италии, в области Фриули-Венеция-Джулия, в провинции Удине. В 2018 году упразднена и вместе с коммуной Вилла-Вичентина объединена в новую коммуну Фьюмичелло-Вилла-Вичентина как её фракция (населённый пункт).
Население составляет 4839 человек (2008 г.), плотность населения составляет 203 чел./км². Занимает площадь 22 км². Почтовый индекс — 33050. Телефонный код — 0431.
Покровителем коммуны почитается святой Валентин Интерамнский. Праздник ежегодно празднуется 14 февраля.

## Демография
Динамика населения:

## Администрация коммуны
- Официальный сайт: http://www.comune.fiumicello.ud.it